# Axel von Gernet

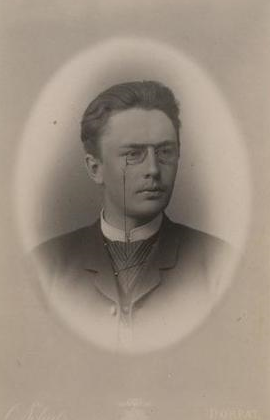

Konrad Axel von Gernet (* 14. November 1865 in Sallentack, Gouvernement Estland; † 5. Februar 1920 in Petrograd) war ein deutschbaltischer Historiker.

## Leben

### Herkunft und Familie
Der Vater war Oskar von Gernet, ein Akzisebeamter, die Mutter Elisabeth von Gernet, geb. von Stubendorff. Am 10. August 1893 heiratete er in Dorpat Magdalene Freiin von Tiesenhausen.

### Werdegang
Er besuchte von 1878 bis 1883 die Ritter- und Domschule zu Reval. Von 1886 bis 1891 studierte er Geschichte an der Kaiserlichen Universität Dorpat (1888 goldene Preismedaille). Ab 1886 war er in der Baltischen Corporation Estonia Dorpat aktiv, für die er 1888 die erste Auflage des Mitgliederverzeichnisses Album Estonorum zusammenstellte.
In St. Petersburg war er von 1892 bis 1917 Beamter des Heroldiedepartments des Senats, 1893–1899 Archivargehilfe und seit 1899 Gehilfe des Obersekreträrs, zugleich 1893–1896 Lehrer an der Petrovskij-Schule und seit 1903 Geschäftsführer des Zentralkomitees der Unterstützungskasse für die Evangelisch-Lutherischen Gemeinden Russlands. Von 1899 bis 1917 war er auch Sekretär des Kirchenrats der St. Annen-Kirche. Er arbeitete seit 1919 im Evangelisch-Lutherischen General-Konsistorium. Von 1893 bis 1903 ständiger, später gelegentlicher Mitarbeiter der St. Petersburger Zeitung.

## Mitgliedschaften
- Korrespondierendes Mitglied der Gesellschaft für Geschichte und Altertumskunde der Ostseeprovinzen Russlands, Riga (1897)
- Korrespondierendes Mitglied der Ehstländischen Literärischen Gesellschaft (1897)

## Schriften
- Verfassungsgeschichte des Bisthums Dorpat bis zur Ausbildung der Landstände. Schnakenburg′s Buchdruckerei, Dorpat 1896.
- Forschungen zur Geschichte des baltischen Adels
  - Die harrisch-wierische Ritterschaft unter der Herrschaft des Deutschen Ordens bis zum Erwerb der Jungingenschen Gnade
  - Die Anfänge der livländischen Ritterschaften bis 1435. 1895.
- Geschichte der Allerhöchst bestätigten Unterstützungs-Kasse für Evangelisch-Lutherische Gemeinden in Russland
- Geschichte des bäuerlichen Agrarrechts in Estland. 1901.
- Die Evangelisch-Lutherischen Gemeinden in Rußland. 2 Bde. 1909. 1911.